# Copa Bora 1.8T

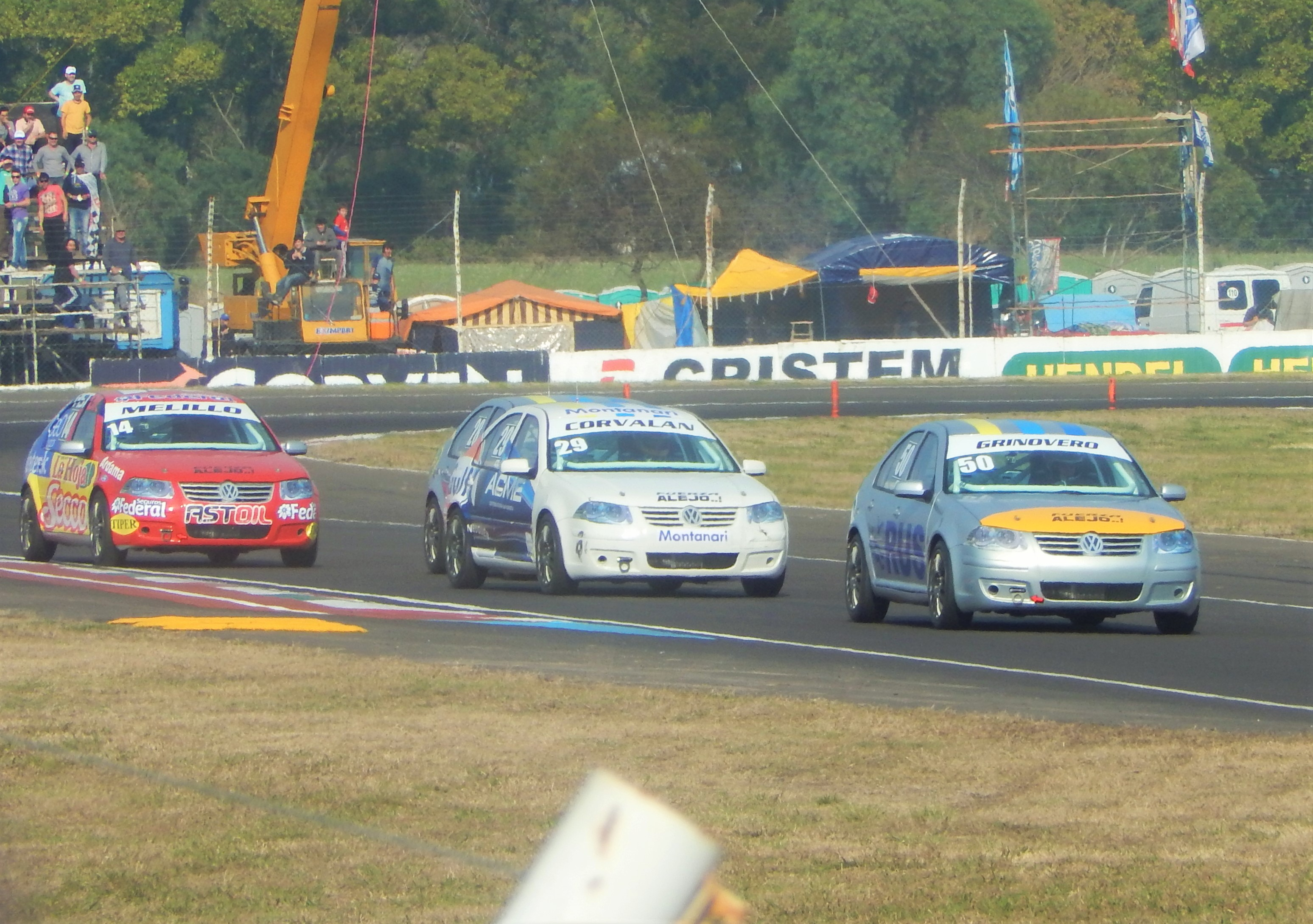
Etapa da Copa Bora 1.8T no Paraná, em 2015

A Copa Bora 1.8T (conhecida também por Monomarca Bora 1.8T) é uma categoria de turismo monomarca disputada na Argentina. A categoria foi lançada pela Associação de Pilotos de Turismo Carretera (ACTC) como uma alternativa econômica para pilotos com menos recursos e entusiastas que queiram incursionar no automobilismo. A categoria disputa suas corridas somente com Volkswagen Bora.

## História
Apesar de ter sido idealizada em 2011, como parte de um convênio entre a ACTC e a Volkswagen, seu lançamento se materializou em 2014, um mês após o fim da produção do Bora na Argentina. A categoria teve seu primeiro campeonato no ano de 2015  e seu calendário feito em conjunto com a Turismo Carretera e TC Pista, tendo suas corridas disputadas no dia de sábado. Seus primeiros campeonatos aconteceram de 2015 a 2017, tendo como campeões Pablo Melillo (2015) , Franco Morillo (2016)  e Guido Serafini (2017).  Após a temporada de 2017, a categoria foi encerrada, sendo substituida pela Porsche GT3 Cup Trophy Argentina.
Em 2019, a categoria retornou, tendo Diego Lestón como seu primeiro campeão em 2019. Em 2020, a categoria voltou a ser chancelada pela ACTC. Desde então, o campeonato foi vencido por Juan Cruz Colabello  em suas temporadas de 2020-2021 e 2022. Jorge Purita levou o título em 2023.

## Carro
O carro utilizado pela categoria é o Volkswagen Bora. Os carros da categoria tem um motor Volkswagen 1.8 4-cil, turboalimentado por uma turbina Garrett T30, desenvolvendo 180 cv (132 kW) a 5700 rpm. O motor é acoplado a uma transmissão manual de cinco velocidades. Os carros usam dois tipos de pneus diferentes: para pista seca se utiliza pneus slick NA Carrera, produzidos na Argentina e em pista molhada, se usa pneus japoneses Bridgestone.

## Campeonato
| Ano     | Piloto              |
| ------- | ------------------- |
| 2015    | Pablo Melillo       |
| 2016    | Franco Morillo      |
| 2017    | Guido Serafini      |
| 2019    | Diego Lestón        |
| 2020-21 | Juan Cruz Colabello |
| 2022    | Juan Cruz Colabello |
| 2023    | Jorge Purita        |